# Laksar
Laksar är en ort i Indien.   Den ligger i distriktet Haridwar och delstaten Uttarakhand, i den norra delen av landet, 150 km nordost om huvudstaden New Delhi. Laksar ligger 240 meter över havet och antalet invånare är 19 270.
Terrängen runt Laksar är mycket platt. Runt Laksar är det tätbefolkat, med 511 invånare per kvadratkilometer. Närmaste större samhälle är Roorkee, 18,8 km nordväst om Laksar. Trakten runt Laksar består till största delen av jordbruksmark.